# Астраханка (Україна)
Астраха́нка — село в Україні, у Мирненській селищній громаді Мелітопольському районі Запорізької області. Населення становить 1223 особи. До 2020 року орган місцевого самоврядування — Астраханська сільська рада

## Географія
Село Астраханка розташоване за 138 км від обласного центру, 30 км від районного центру та 18 км від адміністративного центру селищної громади, на березі річки Арабка, вище за течією на відстані 1 км розташоване сусіднє село Свободне, нижче за течією примикає село Борисівка. Найближча залізнична станція Мелітополь (за 30 км).

## Населення

### Мова
Розподіл населення за рідною мовою за даними перепису 2001 року:
| Мова            | Кількість | Відсоток |
| --------------- | --------- | -------- |
| російська       | 1067      | 87.24%   |
| українська      | 148       | 12.10%   |
| вірменська      | 5         | 0.41%    |
| білоруська      | 2         | 0.16%    |
| інші/не вказали | 1         | 0.09%    |
| Усього          | 1223      | 100%     |

## Історія
Село засноване 1825 року вихідцями з Тамбовської губернії. За кілька років до цього сюди, на нежилу до того територію, були переселені молокани (одна з течій християнства) з Астраханської губернії — звідси і назва села.
З 1875 року до початку Першої світової війни Астраханка була центром кустарного виробництва сільськогосподарських віялок. 23 господарства села виготовляли в сумі близько 8000 віялок на рік.
За переписом 1897 року кількість мешканців становила 3383 осіб (1712 чоловічої статі та 1671 — жіночої), з яких , 2887 — старообрядницької.
1907 року в Астраханці була побудована духовна семінарія. Після революції вона була закрита.
Станом на 1913 рік в Астраханці налічувалося 9625 десятин землі, 520 домогосподарств, населення складало: приписного — 3643, стороннього — 750 осіб.
У 1921 році в селі була організована сільськогосподарська артіль «Веселка».
21 вересня 1943 року Астраханка була звільнена від німецько-фашистських загарбників.
У радянські часи в Астраханці знаходилася центральна садиба колгоспу імені Максима Горького, який обробляв 9887 га угідь, у тому числі 8548 га орної землі. Також в селі розміщувалися цегельний завод районного значення, виробниче відділення райсільгосптехніки та цех Мелітопольського виробничого об'єднання «Веселка», що випускав металоконструкції для сільськогосподарських потреб.
У 1997 році Мелітопольський чоловічий монастир Сави Освяченого утворив в Астраханці обійстя.
12 червня 2020 року, відповідно до розпорядження Кабінету Міністрів України № 713-р «Про визначення адміністративних центрів та затвердження територій територіальних громад Запорізької області», Астраханська сільська рада об'єднана з іншими радами у Мирненську селищну громаду.
З 26 лютого 2022 року село перебуває під тимчасовою російською окупацією, внаслідок  неонацистського повномасштабного вторгнення москвинських окупантів до України.
22 червня 2023 року рішенням Національної комісії зі стандартів державної мови віднесено до списку населених пунктів, які «можуть не відповідати лексичним нормам української мови», зокрема стосуватися «російської імперської чи колоніальної політики». Громаді рекомендовано обґрунтувати доцільність збереження поточної назви або  запропонувати нову назву в установленому законодавством порядку.

## Економіка
- ВАТ «Агрос»[9].

## Об'єкти соціальної сфери
- Середня загальноосвітня школа (відкрита у 1957 році; у школі навчається близько 200 учнів)[10].
- Музична школа.
- Дитячий дошкільний навчальний заклад.
- Будинок культури.
- Музей історії села.
- Дільнична лікарня (вул. Заводська, 63)[11]
- Амбулаторія.
- Храм святого великомученика Димитрія Солунського (підпорядкований Запорізькій єпархії УПЦ Української православної церкви Московського патріархату)[12].
- Обійстя монастиря святого Сави Освяченого[7].

## Пам'ятка
- Будівля колишньої духовної семінарії була побудована 1907 року. Пізніше в цій будівлі розміщувалася школа, штаби Червоної армії і Вермахту. У 1943 році будівля була частково зруйнована, первинний вигляд будівлі повернений лише у 1980-х роках. В будівлі розташовувалася Астраханська сільська рада[3].

## Галерея

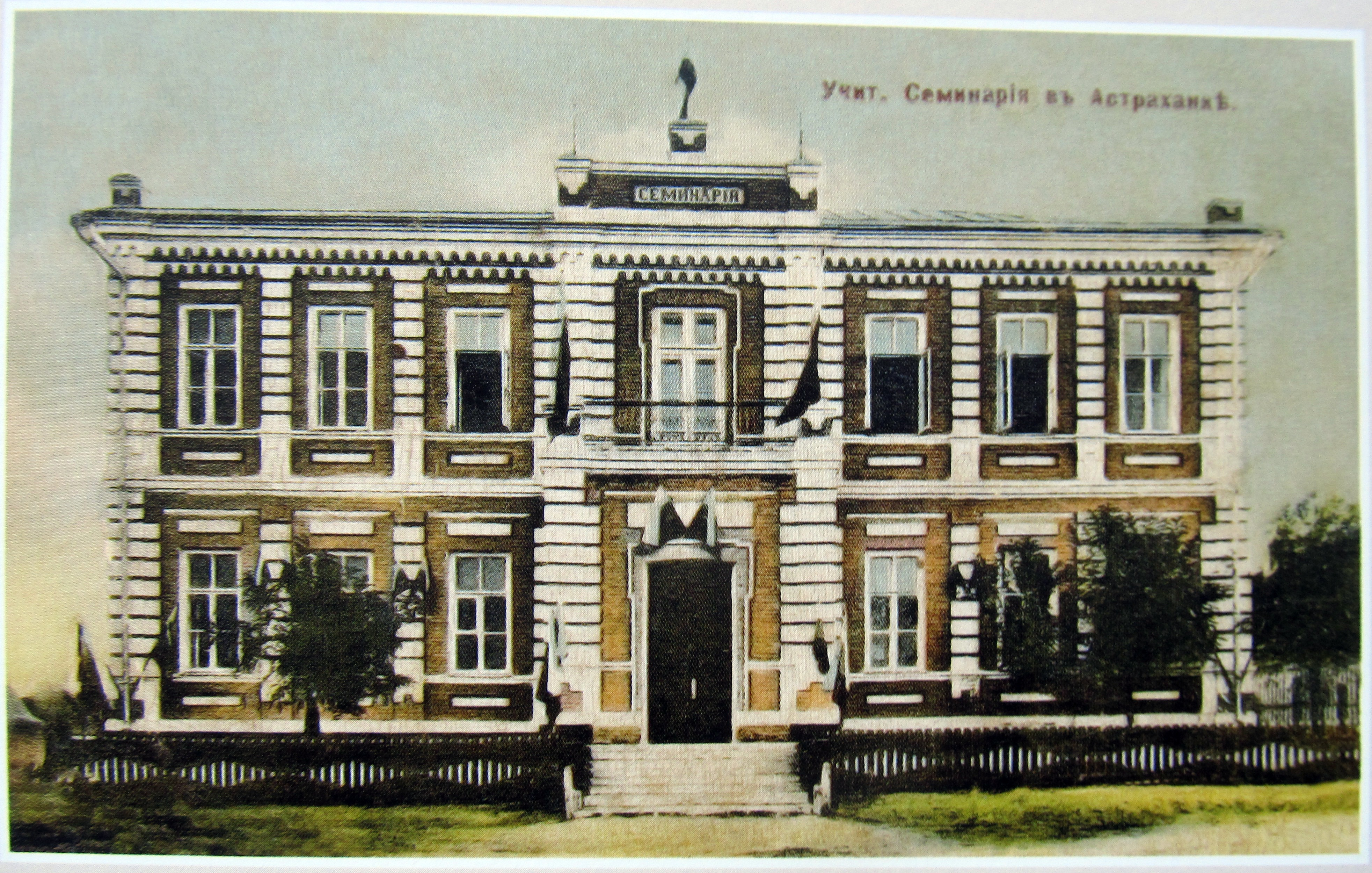
Вчительська семінарія в Астраханці на початку XX століття
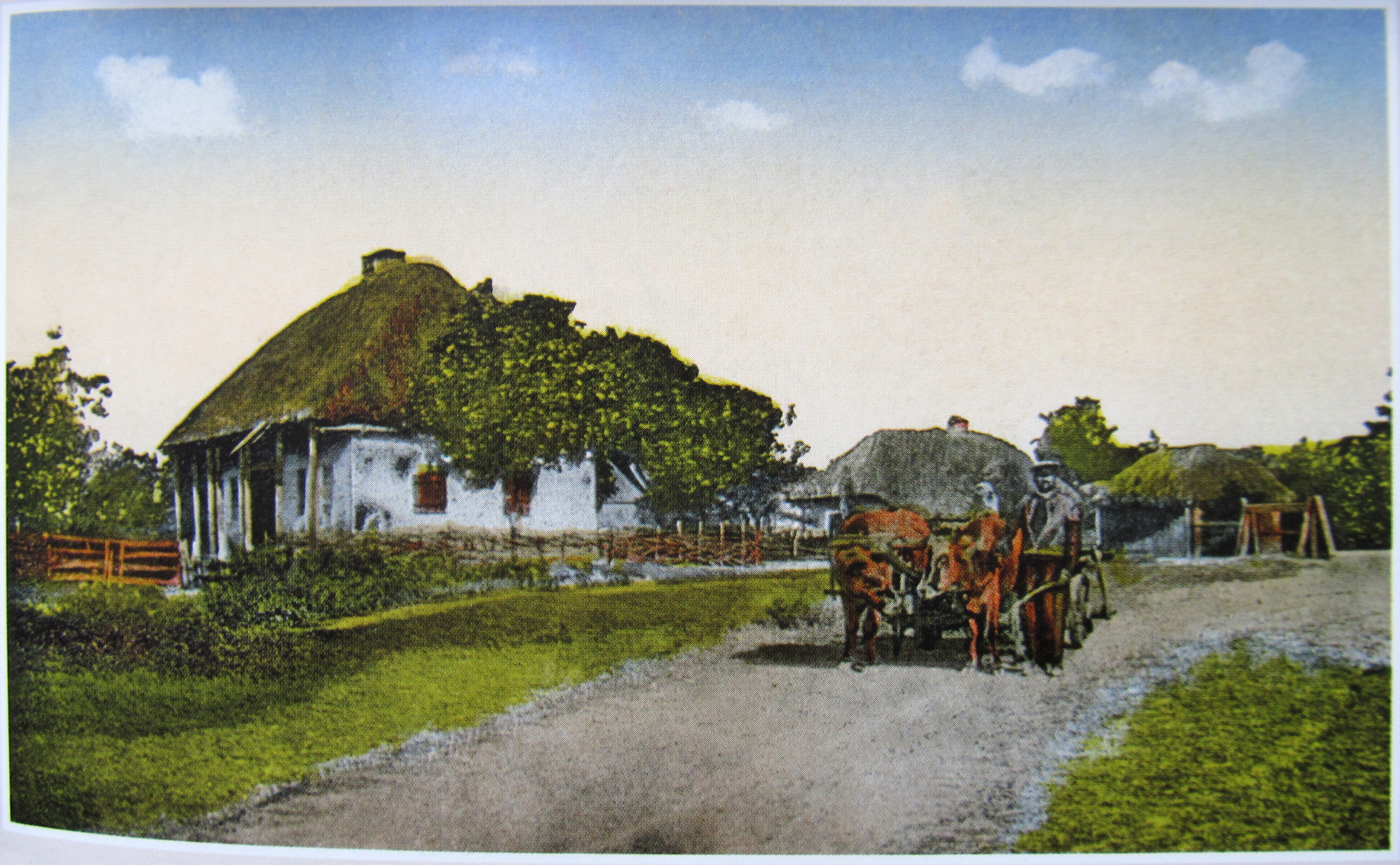
Поселення в Таврії (1917)